# محمود حمدي زقزوق
محمود حمدي زقزوق (27 ديسمبر 1933 - 8 شعبان 1441 هـ / 1 أبريل 2020) وزير الأوقاف المصري الأسبق وداعية إسلامي.
ولد بقرية الضهرية التابعة لمركز شربين بمحافظة الدقهلية.

## المؤهلات العلمية
- الإجازة العالمية من كلية اللغة العربية بالأزهر - عام 1959.
- الشهادة العالمية مع إجازة التدريس من كلية اللغة العربية بالأزهر - عام 1960.
- دكتوراه الفلسفة من جامعة ميونخ بألمانيا - عام 1968.

## التدرج الوظيفي
- عُيِّن مدرسا للفلسفة الإسلامية بكلية أصول الدين جامعة الأزهر - عام 1969.
- عمل أستاذ مساعد - عام 1974.
- عمل أستاذ - عام 1979.
- عمل وكيلاً لكلية أصول الدين بالقاهرة ورئيس قسم الفلسفة والعقيدة (1978- 1980).
- عميداً لكلية أصول الدين بجامعة الأزهر في الفترة من عام (1987 وحتى 1989)، ومن عام (1991 حتى 1995).
- نائب رئيس جامعة الأزهر - عام 1995.
- وزير الأوقاف - عام 1996.

## المؤتمرات التي شارك فيها
- المؤتمر الدولي للعلاقات الثقافية في مدينة بون بألمانيا - عام 1980.
- المؤتمر السنوي للجمعية الدولية لتاريخ الأديان بجامعة هامبورغ بألمانيا - عام 1988.
- مؤتمر دار حضارات العالم في برلين بألمانيا عن الاتجاهات الإسلامية المعاصرة - عام 1991.
- مؤتمر مركز أبحاث الحوار (حريصا) - لبنان - عام 1995.

## الهيئات التي ينتمي إليها
- عضو مجمع البحوث الإسلامية بالأزهر.
- عضو المجلس الأعلى للشؤون الإسلامية.
- عضو المجلس الأعلى للأزهر. عضو هيئة كبار العلماء بالأزهر الشريف
- عضو اتحاد الكتاب.
- رئيس مجلس إدارة الجمعية الفلسفية المصرية.
- مقرر اللجنة العلمية الدائمة لترقية الأساتذة في العقيدة والفلسفة بجامعة الأزهر.
- عضو مجلس الأمناء بالجامعة الألمانية بمصر.

## المؤلفات
له العديد من المؤلفات منها:
- المنهج الفلسفي بين الغزالي وديكارت، الكويت، عام 1983.
- الإسلام في تصورات الغرب، القاهرة، عام 1987.
- مقدمة في علم الأخلاق، القاهرة، عام 1993.
- دراسات في الفلسفة الحديثة، القاهرة، عام 1993.
- تمهيد للفلسفة، القاهرة، عام 1994.
- مقدمة في الفلسفة الإسلامية.
- الإسلام في مرآة الفكر الغربي، القاهرة، عام 1994.
- الدين والحضارة، القاهرة، عام 1996.
- الدين والفلسفة والتنوير، القاهرة، عام 1996.

## الجوائز والأوسمة
- جائزة الدولة التقديرية في العلوم الاجتماعية من المجلس الأعلى للثقافة - عام 1997.